# SKO Merchtem
SKO Merchtem was een Belgische voetbalclub uit Merchtem. De club sloot in 1975 aan bij de KBVB met stamnummer 8304.
In 1993 nam de club ontslag uit de KBVB.

## Geschiedenis
De club dankt zijn naam aan het Merchtemse gehucht Sleeuwhagen waar het terrein gelegen was.
SKO Merchtem was een erg bescheiden club die de achttien seizoenen dat men aangesloten was bij de KBVB volledig in Vierde Provinciale doorbracht en bovendien bijna steeds in de kelder van het klassement eindigde. 
De beste klasseringen werden in 1982 en 1988 behaald met telkens een negende plaats.
In 1993, na drie opeenvolgende seizoenen waarin men elke keer zestiende en dus allerlaatste eindigde, nam de club ontslag uit de KBVB.
In het laatste seizoen werd bovendien geen enkele wedstrijd gewonnen.